# Анфинсенова хипотеза
Анфинсенова хипотеза (такође позната и као термодинамичка хипотеза) је постулат у биофизичкој хемији постављен од стране америчког хемичара Кристијана Б. Анфинсена. Хипотеза тврди да је, бар за мале глобуларне протеине, нативна конформација одређена минимумом Гибсове слободне енергије система и тако представља, термодинамички гледано, најстабилнију конформацију. Из ове хипотезе следи да је нативну конформацију протеина могуће одредити полазећи само од примарне аминокиселинске секвенце и општих физичко-хемијских принципа. Анфинсен је заједно са сарадницима дошао до горе изнесених закључака након низа експеримената изведених педесетих година двадесетог века и за ова открића је добио Нобелову награду 1972. године.

## Увод
Питање увијања протеина је један од главних проблема који стоје пред великим бројем научника из различитих области. Информација о аминокиселинској секвенци садржана је у ДНК и када једном дође до експресије гена и његовог превођења у ланац аминокиселина, протеин релативно брзо, у зависности од сложености, прелази из развијеног облика у физиолошки активну (нативну) конформацију. Питање чиме је одређена терцијарна структура и термодинамичка разматрања увијања протеина јавили су се још у првој половини двадесетог века у радовима Вуа, Полинга и Мирског. Радом Анфинсена и сарадника показано је да је под одговарајућим физичко-хемијским условима увијање протеина спонтано и одређено само његовом аминокиселинском секвенцом, а да је нативна конформација одређена глобалним минимумом слободне енергије система. Убрзо након рада Анфинсена, јавила су се гледишта да је увијање протеина кинетички контролисано и да нативна конформација не мора да буде глобални минимум енергије. Расправе о односу термодинамичке и кинетичке контроле увијања протеина и даље се воде, а проблем увијања остаје отворен.

## Анфинсенови експерименти
Анфинсен и сарадници су вршили експерименте на рибонуклеази А (РНаза А) изолованој из говеђег панкреаса. То је мали једноланчани протеин укључен у процесе репликације ДНК. Састоји се из 124 аминокиселине и у нативној конформацији садржи 4 дисулфидна моста.
У овим експериментима РНаза је денатурисана 8 М урејом, а њени дисулфидни мостови су редуковани β-меркаптоетанолом.  Након овог третмана РНаза је потпуно изгубила активност. Да би РНаза повратила активност она мора приликом увијања да формира 4 дисулфидна моста на тачно дефинисаним положајима. У случају да је формирање дисулфидних мостова стохастички процес, вероватноћа формирања праве комбинације дисулфидних мостова је 
{\displaystyle {\frac {1}{7}}{\frac {1}{5}}{\frac {1}{3}}={\frac {1}{105}}\,}
У случајевима када је ренатурација ензима вршена у присуству 8 М уреје, коначни препарат је показивао само 1% укупне активности, одакле је закључено да је формирање дисулфидних мостова под овим условима случајно.
Када је овако добијеном препарату додат β-меркаптоетанол, ензим је након десетак сати потпуно повратио активност, одакле су Анфинсен и сарадници закључили да су сви молекули са погрешном комбинацијом дисулфидних веза прешли у облик са правилним распоредом. У другом делу експеримента оксидација ензима је вршена уз истовремено уклањање урее дијализом. Добијени препарат је показивао 100% активности. Процес ренатурације је био значајно убрзан у случају да су у раствору све време били присутни трагови β-меркаптоетанола. С друге стране, време потребно за ренатурацију се смањује на 2 минута у присутву ензима протеин-дисулфид-изомеразе који катализује измену дисулфида.
Да би се искључила претпоставка да је ренатурација РНазе последица заостајања делова уређене структуре у денатурисаној РНази, експерименти су извршени и са хемијски синтетисаном РНазом. Резултати који су добијени са овим препаратом ензима су били идентични онима који су добијени са денатурисаним ензимом.
На основу ових резултата Анфинсен и сарадници су закључили да је нативна форма ензима термодинамички најстабилнији облик, а да је главна покретачка сила увијања концертована интеракција бочних ланаца аминокиселинских остатака распоређених око примарне секвенце. Другим речима, хипотеза тврди да је тродимензионална структура нативног протеина у његовом нормалном физиолошком миљеу (растварач, јонска сила, присуство других компонената као што су метални јони или простетичне групе, температура и сл.) она у којој Гибсова слободна енергија целог система има глобални минимум, односно да је нативна конформација у датом окружењу одређена свеукупношћу међуатомских интеракција и стога аминокиселинском секвенцом.

## Термодинамички аспекти увијања протеина
Процеси денатурације и ренатурације протеина се могу разматрати чисто термодинамички, не улазећи у типове интеракције у молекулу или молекула са растварачем. Процес се може посматрати према моделу два стања, при чему примењивост добијених резултата директно зависи од валидности претпоставки на којима почива модел у реалном систему. Према овом моделу, прелаз између два стања није праћен нагомилавањем стабилних интермедијера који се могу експериментално детектовати, а протеин се сматра потпуно увијеним или потпуно развијеним. Равнотежа се може приказати једначином:
| Р | {\displaystyle \rightleftharpoons } | Н |

где је са Н означена нативна конформација протеина, а са Р развијени облик. Треба нагласити да ова једачина не представља хемијску реакцију јер не долази до формирања ковалентних веза.
Прелаз може бити изазван променом температуре, вредности pH средине или додатком (уклањањем) неког денатуришућег агенса. Горња равнотежа се може окарактерисати одговарајућим термодинамичким функцијама, Гибсовом слободном енергијом реакције (ΔG), енталпијом (ΔH) и ентропијом (ΔS). Константа равнотеже је дефинисана са:
{\displaystyle K={\frac {[N]}{[R]}}}
(са [] и [] су означене концентрације нативног и развијеног облика) и повезана је са променом слободне енергије развијања преко:
{\displaystyle \Delta G=-RTlnK\,}
Развијање протеина је праћено повећањем енталпије и ентропије (за горњу реакцију ). 
Из великог броја експерименталних података закључено је да је увијен облик протеина само мало стабилнији од развијених облика. Експерименталне вредности разлике слободне енергије између увијених и развијених облика глобуларних протеина у физиолошким условима се крећу између -20 и -60 KJmol-1, што значи да је средња стабилишућа слободна енергија по аминокиселинском остатку мања од средње енергије термалног кретања (2,5 KJmol-1 на 300˚К) под истим условима. Ови резултати указују на кооперативну природу увијања протеина: индивидуалне интеракције су недовољне да одрже стабилну конформацију, али заједнички, концентровано, су у стању да то учине.
У светлу статистичке термодинамике, под денатуришућим условима могуће је посматрати ансамбл молекула протеина у развијеном облику насумично распоређен преко огромног дела површи слободне енергије (ПСЕ, енгл. Free Energy Surface). Према Левинталу (види ниже), број могућих конформација је астрономски, али при постизању услова погодних за увијање (физиолошких) процес увијања може да буде завршен у временском интервалу милисекунди или чак микросекунди, код неких протеина. Према појединој литератури под условима погодним за увијање, ПСЕ је облика (вишедимензионалног) левка (сливника, енгл. folding funnel). Без обзира где су се појединачни молекули протеина затекли на ПСЕ, они прате градијент потенцијалне енергије ка енергетски повољнијем стању. Другим речима није дефинисан пут којим сви молекули долазе до нативне конформације. Аналогон оваквом понашању је лопта која се котрља низ стрмину. У светлу Анфинсенове хипотезе, профил ове ПСЕ под условима погодним за увијање протеина, одређен је искључиво аминокиселинском секвенцом. Профил ПСЕ у денатуришућим условима је, с друге стране, независан од примарне секвенце.
Ипак треба нагласити да реално „нативна структура“ није једна тачка у конформационом простору, него читав ансамбл фазних тачака, локализован у одређеном делу простора, тако да сви молекули ансамбла имају иста кључна својства за обављање биолошке функције.

## Однос термодинамике и кинетике увијања протеина
Анфинсенова хипотеза тврди да је нативна конформација ензима термодинамички најповољнија и да је ензим постиже, али не говори на који начин ензим прелази из развијеног облика у физиолошки активну конформацију, односно којим путем се креће преко ПСЕ. Другим речима, она не говори ништа о механизму увијања као ни о томе којом брзином се одвија овај процес. Одговоре на ова питања покушава да да кинетика увијања протеина.
Анфинсенова хипотеза је до почетка деведесетих година двадесетог века била широко прихваћена, али су је неки нови експериментални резултати довели у сумњу. Главна експериментална потврда термодинамичке хипотезе су биле серије експеримената развијање/увијање на малим протеинским молекулима који су показали да је овај процес реверзибилан.  У прилог хипотези је такође ишла чињеница да увијање протеина in vivo и in vitro има исти крајњи резултат иако се у другом случају полази од потпуно развијеног протеина. Међутим, неки експериментални резултати наводе на закључак да и увијање протеина in vivo ефективно почиње тек када се синтеза заврши. 
Постоји гледиште да изнесени експериментални резултати могу послужити искључиво као доказ да је нативно стање протеина стање најниже енергије само у оном делу конформационог простора који је кинетички доступан. Како се, с друге стране, конформације ван овог дела конформационог простора не могу експериментално постићи под нормалним условима, термодинамичка хипотеза се, строго гледано, не може експериментално верификовати. Постоје оправдани разлози за веровање да нативно стање не мора да одговара глобалном енергетском минимуму. Цирус Левинтал (Левинталов парадокс) је показао да се увијање протеина одвија у малом делу времена од неопходног да протеин испроба све могуће конформације. Тако би, на пример, за полипептид од 101 аминокиселине било потребно 1027 година да испроба све могуће конформације (3100 конформера, брзина преласка из једне у другу конформацију 1013 s-1; поређења ради старост космоса је реда 109 година). Левинтал је закључио да протеин не „претражује“ ПСЕ, него да у току увијања пролази кроз мали део од укупног броја могућих конформација и да се ове конформације могу посматрати као кинетички пут увијања (у вези са овим дефинисан је „проблем тражења“, енгл. Search Problem). Док ови путеви обавезно воде кинетички доступним конформацијама које су енергетски најповољније, према неким ауторима, не постоји никакав одређени разлог да се, с обзиром на величину конформационог простора, верује да су ове нискоенергетске конформације заиста глобални минимуми енергије. Према овом гледишту, могу постојати велике области конформационог простора које су кинетички недоступне, а у којима постоје стања са још нижом енергијом од оне која одговара нативном стању.
Неки резултати наводе на закључак да кинетичка контрола увијања долази до изражаја само у врло ретким случајевима код мањих глобуларних протеина, али може чешће да се јавља код великих, комплексних протеина. Пример протеина код кога је активна форма метастабилна је плазминоген активатор инхибитор (PAI-1). Овај протеин тек неколико сати након синтезе прелази у неактивну стабилнију конформацију.
С друге стране, према другим ауторима ни у једном познатом случају када се увијање протеина одвија на краткој временској скали, не долази до овог заглављивања протеина у локалном кинетички доступном минимуму енергије. Говорећи у светлу површи слободне енергије питање је зашто се протеин, спуштајући се низ градијент енергије, у случају да ПСЕ није довољно глатка, не заглави у некој кинетичкој „замци“ (енгл. kinetic trap) на свом путу ка глобалном минимуму енергије.
Чест је следећи одговор: протеини су изграђени од 20 различитих аминокиселина, па је за полипептидни ланац од 100 аминокиселина могуће 20100 различитих комбинација. Свака ова комбинација има своју површ слободне енергије од којих су неке више, а неке мање глатке. У светлу изнесеног, биолошки функционалан протеин је успешан исход читавог низа експеримената типа покушај-погрешка, који је под еволуционим притиском да увијање буде што ефикасније (оптималније) еволуирао на такав начин да је нативна форма дубок глобални минимум слободне енергије, који је поред тога у доступном делу конфигурационог простора. На овај начин, сматрају неки аутори, природа (еволуција) је сама пробрала међу могућим протеинским секвенцама оне које ће увијањем достићи глобални минимум. На овај начин се и метастабилна активна форма поменутог PAI-1 сматра последицом одређених функционалних потреба и селекционих предности.
Протеини се често увијају уз помоћ шаперона, па неки сматрају да се ова чињеница противи термодинамичкој хипотези. Друга гледишта тврде да ово не може бити доказ да термодинамичка хипотеза није тачна, обзиром да шаперони протеинима само обезбеђују погодну средину за увијање, штитећи их од могућих неповољних утицаја. Данас је добрим делом прихваћено гледиште да нативна конформација заиста представља глобални минимум слободне енергије.
На крају треба рећи да термодинамичка и кинетичка контрола не морају нужно да се искључују. Према резултатима одређених компјутерских симулација Говиндарајан и Голдстин су закључили да и у случајевима када је увијање под кинетичком контролом и не постоји никаква еволуциона предност да протеин задовољава термодинамичку хипотезу, процес случајних мутација још увек може да резултује у томе да нативно стање (п)остане стање најниже енергије.

## Шта Анфинсен није могао да зна
Природу проблема увијања протеина суштински мења чињеница да постоји свега неколико хиљада стабилних домена. Милиони секвенци способних за увијање не морају да реше конвенционални проблем увијања - да пронађу праву конформацију, него само треба да разлуче између неколико хиљада могућности за правилно увијање. Због тога ће промене услова који воде дестабилизацији протеина фаворизовати не алтернативно увијање, него развијање протеина. Оваква концепција увијања води закључку да су конформација протеина и његова стабилност две потпуно одвојене ствари.

## Анфинсенова хипотеза и могућности предвиђања структуре протеина
Не улазећи у проблем дефинисања „нативног стања“ за сврхе компјутационе хемије чини се могуће наћи нативну конформацију протеина применом Анфинсенове хипотезе, макар само у случајевима када је увијање термодинамички контролисано. Уколико сматрамо да се у неким случајевима може јавити кинетичка контрола увијања, директној примени Анфинсенове хипотезе предстојао би проблем одређивања услова под којима важи термодинамичка контрола процеса увијања.
Директно из формулације хипотезе следи да је једино потребно израчунати укупну енергију система узимајући у обзир све могуће међуатомске интеракције, за сваку могућу конформацију протеина, а затим утврдити у којој конформацији је енергија најмања, односно полазећи од одговарајућег поља сила коришћењем неког од алгоритама за глобалну оптимизацију наћи глобални минимум енергије система. Донедавно овај задатак је био практично неизводљив и то из два разлога: прво, није постојало довољно добро поље сила, односно параметри потенцијала нису били довољно поуздани и друго, нису постојали довољно снажни рачунари.
Недавним напрецима, како у сировој компјутерској снази, тако и развојем нових алгоритама за предвиђање структуре протеина, стекли су се услови за in silico реализацију Анфинсенове хипотезе, макар за случајеве мањих протеина.
Како протеин налази пут до свог глобалног минимума слободне енергије, преко одређеног броја локалних минимума, тако и алгоритам који користимо за предвиђање структуре у минимуму енергије мора да учини исто. Ово је био један од главних проблема на путу компјутационе биологије, с обзиром да се детерминистички алгоритми за оптимизацију заглављују у локалним минимумима. Један од кључних корака у решавању овог проблема био је развијање Монте Карло метода за проблем минимизације 1987. године. Дејвид Бејкер са колегама са Универзитета у Вашингтону је 2005. године успео да применом програма ROSETTA израчуна структуре 17 малих протеина са до 100 аминокиселина на атомском нивоу тачности. Уз претпоставку даљег напретка, многи сматрају да је ово корак ка in silico реализацији Анфинсенове хипотезе за случајеве већих молекула.